# First Division 1897/1898
Desátý ročník First Division (1. anglické fotbalové ligy) se konal od 1. září 1897 do 30. dubna 1898.
Sezonu vyhrál poprvé ve své historii klub Sheffield United FC. Nejlepším střelcem se stal hráč Aston Villy Fred Wheldon, který vstřelil 21 branek.